# Dan Goldie
Dan Goldie (Santa Barbara, 3 ottobre 1963) è un ex tennista statunitense.

## Carriera
In carriera ha vinto 2 titoli in singolare e 2 titoli di doppio. Nei tornei del Grande Slam ha ottenuto il suo miglior risultato raggiungendo i quarti di finale nel singolare a Wimbledon nel 1989.

## Statistiche

### Singolare

#### Vittorie (2)
| Numero | Anno           | Torneo                                     | Superficie | Avversario in finale | Punteggio     |
| 1.     | 12 luglio 1987 | Hall of Fame Tennis Championships, Newport | Erba       | Sammy Giammalva Jr.  | 6-7, 6-4, 6-4 |
| 2.     | 24 aprile 1988 | Seoul Open, Seul                           | Cemento    | Andrew Castle        | 6-3, 6-7, 6-0 |

### Doppio

#### Vittorie (2)
| Numero | Anno           | Torneo                                     | Superficie | Compagno    | Avversari in finale            | Punteggio     |
| 1.     | 12 luglio 1987 | Hall of Fame Tennis Championships, Newport | Erba       | Larry Scott | Chip Hooper Mike Leach         | 6-3, 4-6, 6-4 |
| 2.     | 3 gennaio 1988 | Wellington Classic, Wellington             | Cemento    | Rick Leach  | Broderick Dyke Glenn Michibata | 6-2, 6-3      |

### Doppio

#### Finali perse (2)
| Numero | Anno            | Torneo                                     | Superficie | Compagno    | Avversari in finale        | Punteggio |
| 1.     | 11 ottobre 1987 | WCT Scottsdale Open, Scottsdale            | Cemento    | Mel Purcell | Rick Leach Jim Pugh        | 3-6, 2-6  |
| 2.     | 10 luglio 1988  | Hall of Fame Tennis Championships, Newport | Erba       | Scott Davis | Kelly Jones Peter Lundgren | 3-6, 6-7  |